# Accalathura indica
Accalathura indica là một loài chân đều trong họ Leptanthuridae. Loài này được Nierstrasz miêu tả khoa học năm 1941.